# ラスカリ
ラスカリ（イタリア語: Lascari, シチリア語: Làscari）は、イタリア共和国シチリア自治州パレルモ県にある、人口約3,600人の基礎自治体（コムーネ）。

## 地理

### 位置・広がり
パレルモ県東部のコムーネ。チェファルから西南西へ8km、テルミニ・イメレーゼから東へ22km、州都・県都パレルモから東南東へ53kmの距離にある。

#### 隣接コムーネ
隣接するコムーネは以下の通り。
- カンポフェリーチェ・ディ・ロッチェッラ
- チェファル
- コッレザーノ
- グラッテーリ